# Mercedes-Benz A-Клас
Вперше позначення A-клас введено в 1997 р. концерном Daimler AG для позначення автомобілів компактного класу, які випускалися під маркою Mercedes-Benz.

## Перше покоління (W168, 1997—2004)

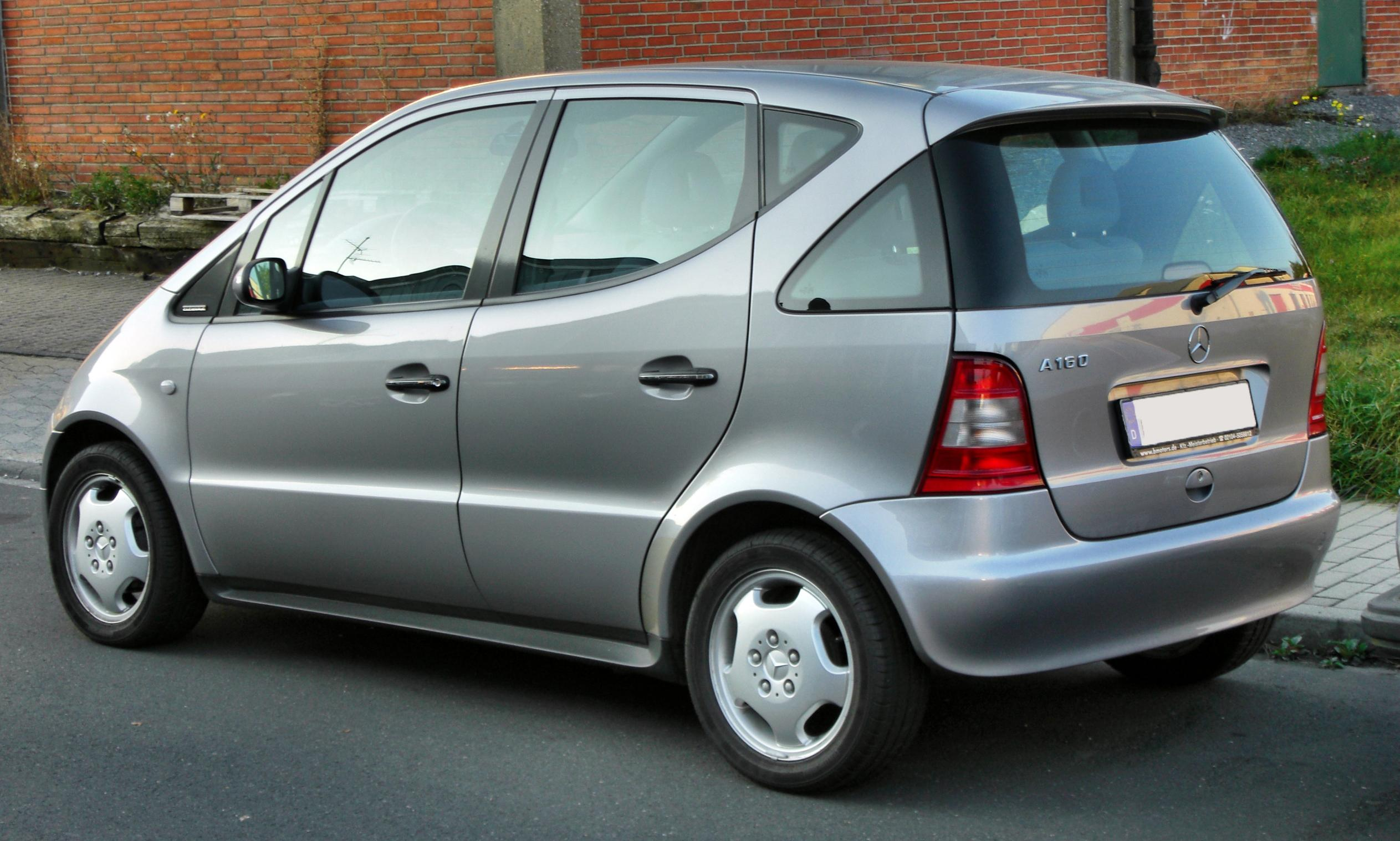
Mercedes-Benz A 160 Elegance (1997—2001)

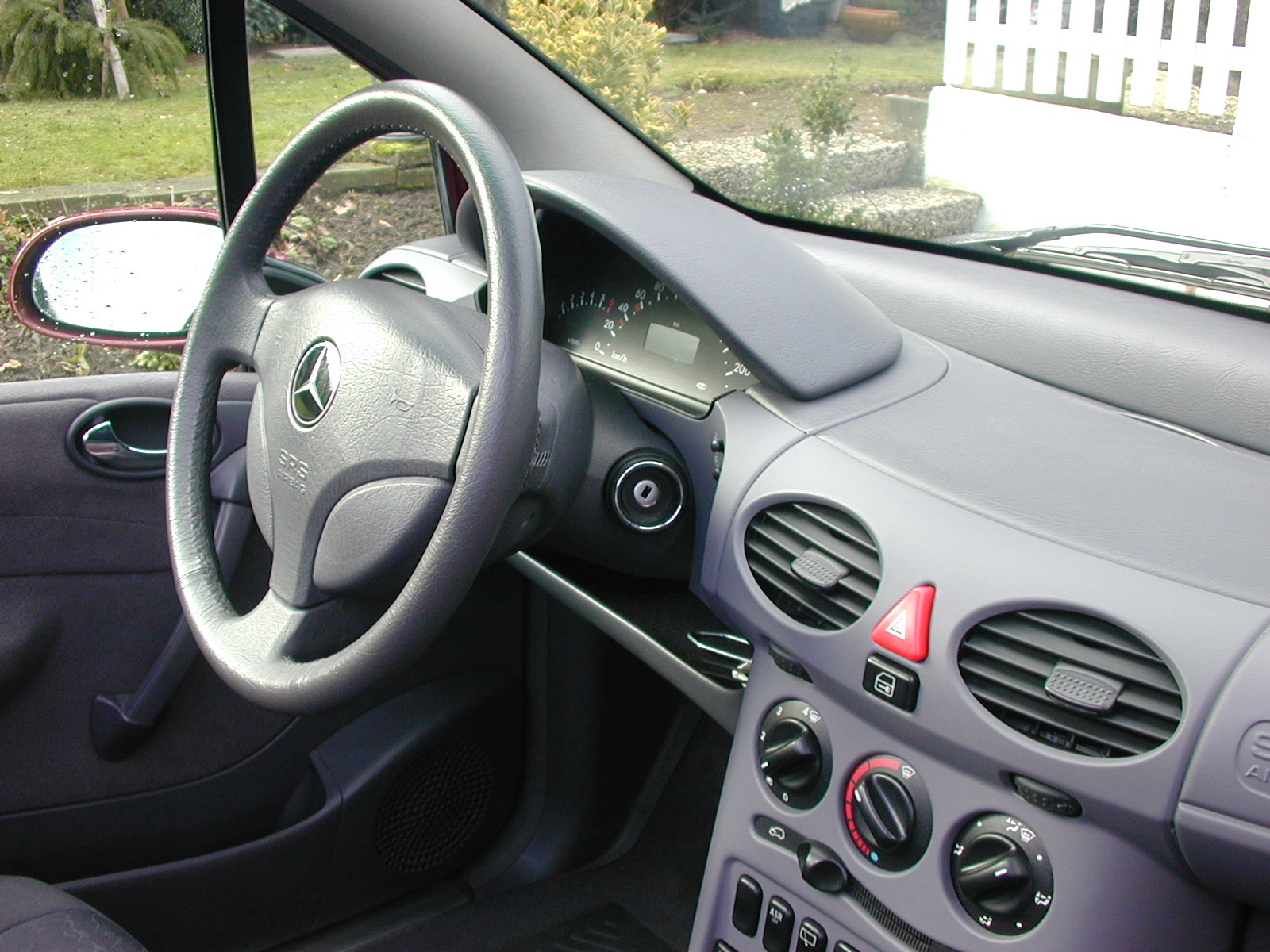
Салон Mercedes-Benz A 140 (1997—2001)

Виробництво першого покоління А-класу (індекс W168) почалося в 1997 році. W168 стала першою моделлю Мерседеса з передніми ведучими колесами. В основу концепції ліг концепт-кар Mercedes-Benz NAFA. Автомобіль має двійну підлогу — «сендвіч», що забезпечує безпеку пасажирів компактного автомобіля. Однак така конструкція днища зміщує вгору центр ваги автомобіль.

### Випадок з «лосиним тестом»
21 жовтня 1997 року, через три дні після початку надходження А-класу в продаж, Роберт Колін (Robert Collin) — шведський автовипробувач і заступник шеф-редактора часопису «Teknikens Värld», виконав «лосиний тест» («маневр обминання несподіванної перешкоди» — подвійна зміна колії на швидкості 60 км/г), під час якого автомобіль занесло, він перекинувся через бік і ліг на дах. Роберт Колін зажадав від концерну Даймлер-Бенц зупинити продаж А-класу, на що голова правління Юрген Хубберт (Jürgen Hubbert) спочатку відповів відмовою. Однак дуже багато було поставлено на карту — розробка А-класу коштувала фірмі Мерседес 1,3 млрд євро, а досвіду в будуванні моделей подібного класу бракувало. Керуючий Mercedes-PKW Юрген Шремпп (Jürgen Schrempp) своєю владою зупинив ринкову поставку нової машини на дванадцять тижнів для термінової модернізації моделі. За 150 млн євро (300 млн. DM) модель А-класу було серійно оснащено системою ESP, також було зменшено кліренс та перенастроєно підвіску коліс.

### Кузовні модифікації
Автомобіль представлений у двох версіях: короткій (заводський індекс W168) та, представленій в 2001 році, довгій (заводський індекс V168).
В активі у A-Класу був відносно просторий салон при компактному кузові (довжина — 3606 мм, ширина — 1719, база — 2423). Спереду — стійки McPherson, ззаду — незалежна конструкція на поздовжніх важелях. У складі бензинових моторів були тільки атмосферні «четвірки» 1.4 (82 к.с.), 1.6 (82-102 к.с.), 1.9 (125 к.с.) і 2.1 (140 к.с.), а дизель робочим об'ємом 1,7 л, пропонувався у версіях з 60, 75, 90 і 95 силами. Покупцям пропонувалася навіть модифікація з подовженою на 170 мм колісною базою. Випуском A-класу W168 займався завод в Раштатті і в Жуіс-ді-Форе, в які було вкладено 900 млн євро і 840 млн доларів відповідно.
У 2001 році автомобіль модернізований.
За сім років було зроблено більше мільйона автомобілів.

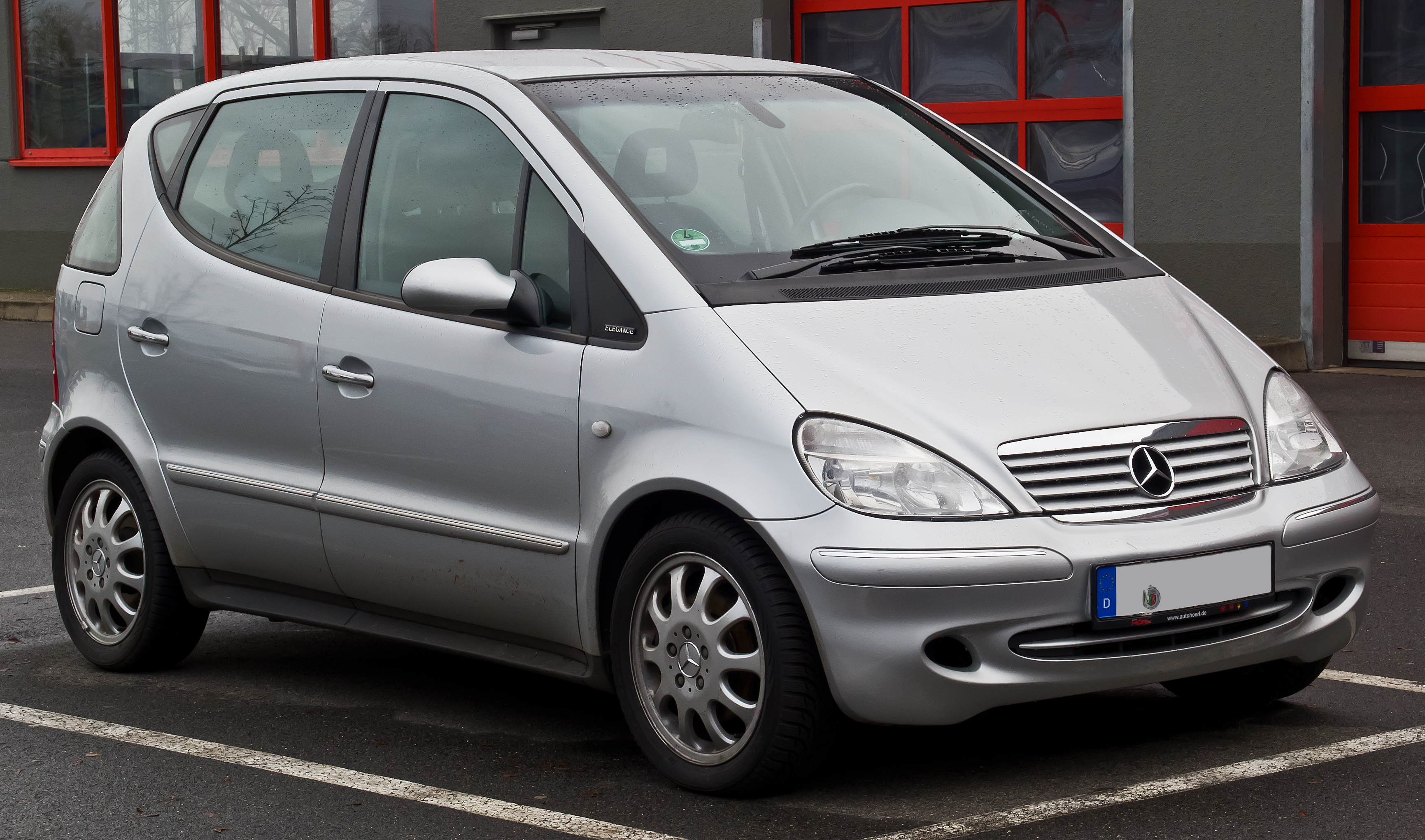
Mercedes-Benz A 190 L (2001-2004)
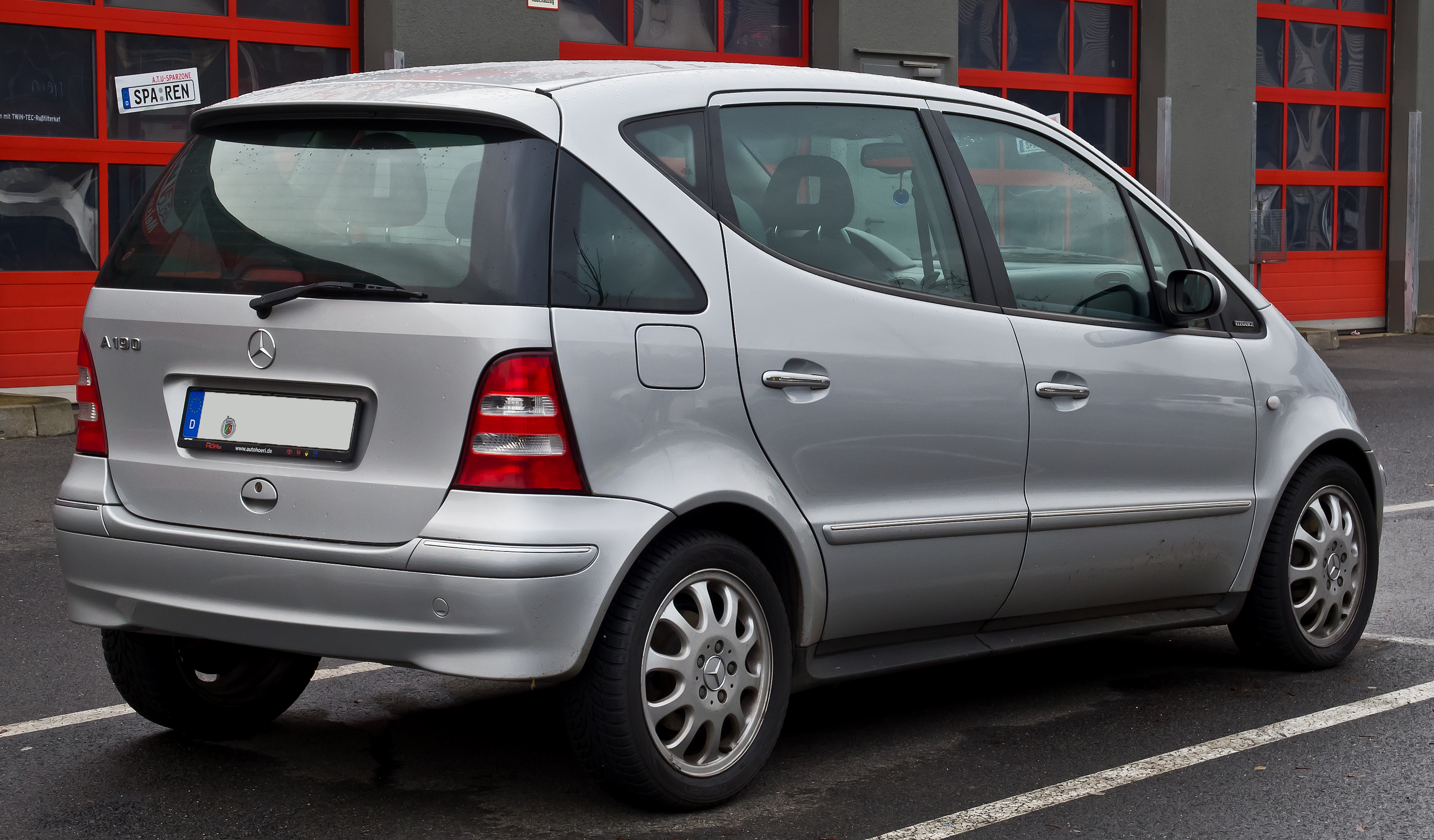
Mercedes-Benz A 190 L (2001-2004)

### Двигуни
Бензинові:
- 1.4 L M166 I4
- 1.6 L M166 I4
- 1.9 L M166 I4
- 2.1 L M166 I4

Дизельні:
- 1.7 L OM668 I4

## Друге покоління (W169, 2004—2012)

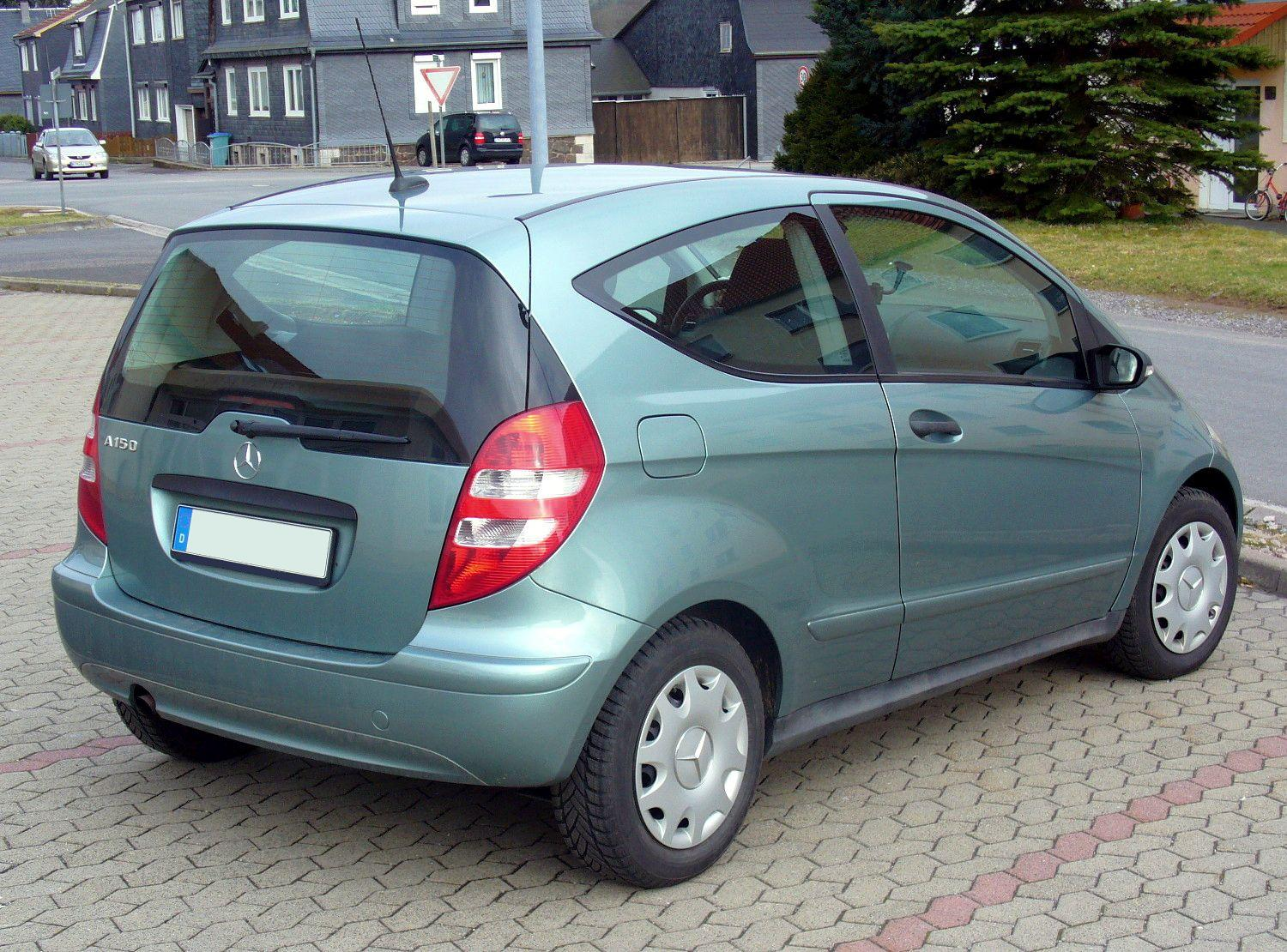
Mercedes-Benz A 150 3дв. (2004—2008)

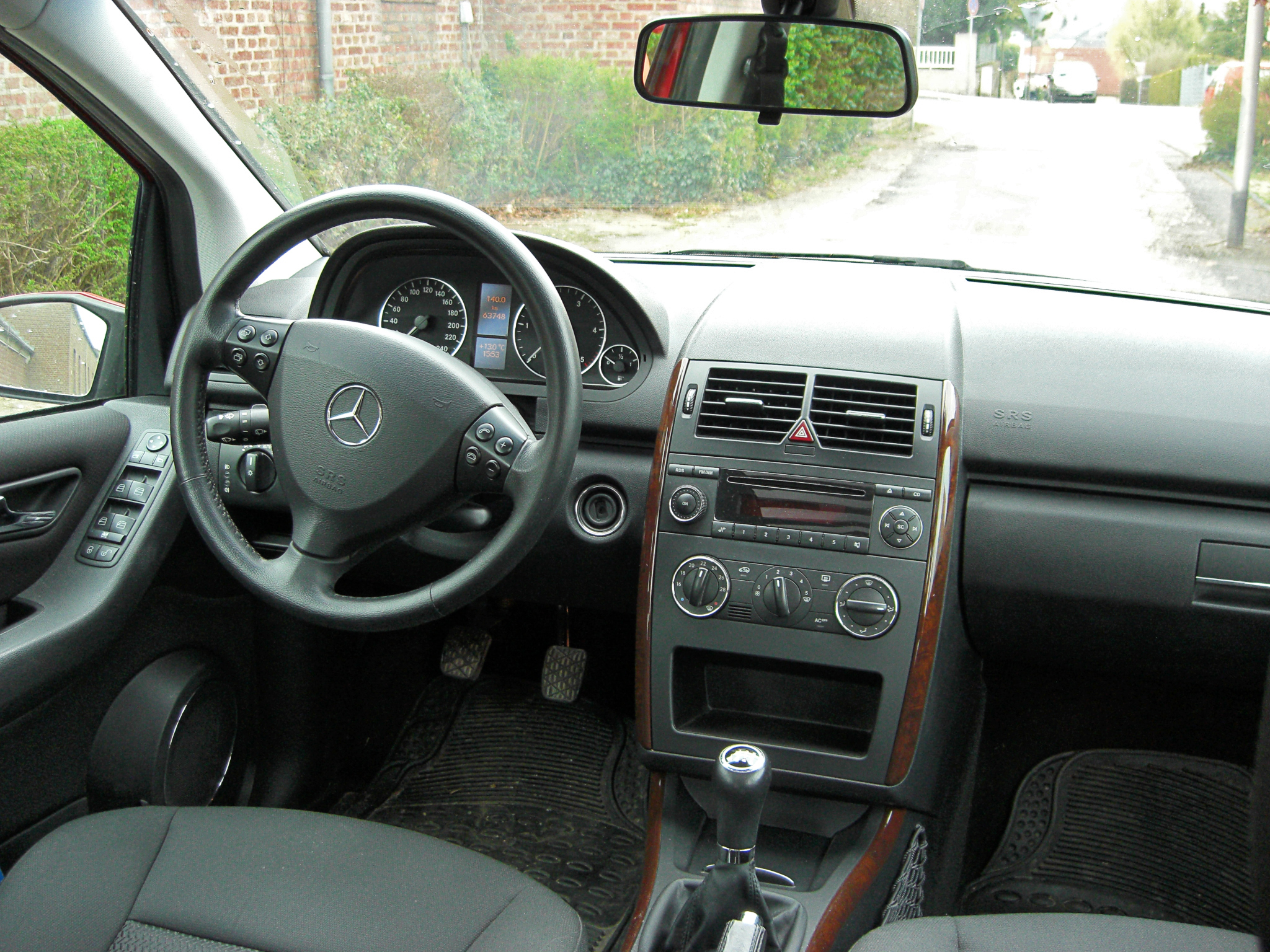
Салон Mercedes-Benz A 180 CDI Elegance

Автомобіль представлений у двох версіях: п'ятидверній (заводський індекс W169) та трьохдверній (заводський індекс C169).
Загальна довжина і відстань між осями стали більше — 3883 і 2568 мм відповідно. Об'єм багажника дорівнював 435—1370 л замість 390—1040 л.
Схема зі стійками McPherson спереду залишилася колишньою, але інженери переглянули кути установки коліс і поміняли точки кріплення стабілізаторів поперечної стійкості. Задня ж підвіска стала абсолютно іншою: замість незалежної конструкції з'явилася скручувана балка з механізмом Уатта. Замість гідропідсилювача керма німці застосували електромеханічний. Автомобіль обладнувався чотирма двигунами, всі чотирициліндрові. Бензинові — «атмосферники» 1.5 (96 к.с.), 1.7 (118 к.с.), 2.0 (136 к.с.) і його наддувна версія (193 к.с.), турбодизель 2.0 (83-142 к.с.) був єдиним агрегатом, що працює на важкому паливі. Класичних «автоматів» покупцям не пропонували — тільки ручні коробки передач і варіатор.
У 2008 році автомобіль модернізований.
Хетчбеки з трьома і п'ятьма дверима випускали у Німеччині та Угорщині, а завод в Таїланді робить A-класи другого покоління до сих пір.

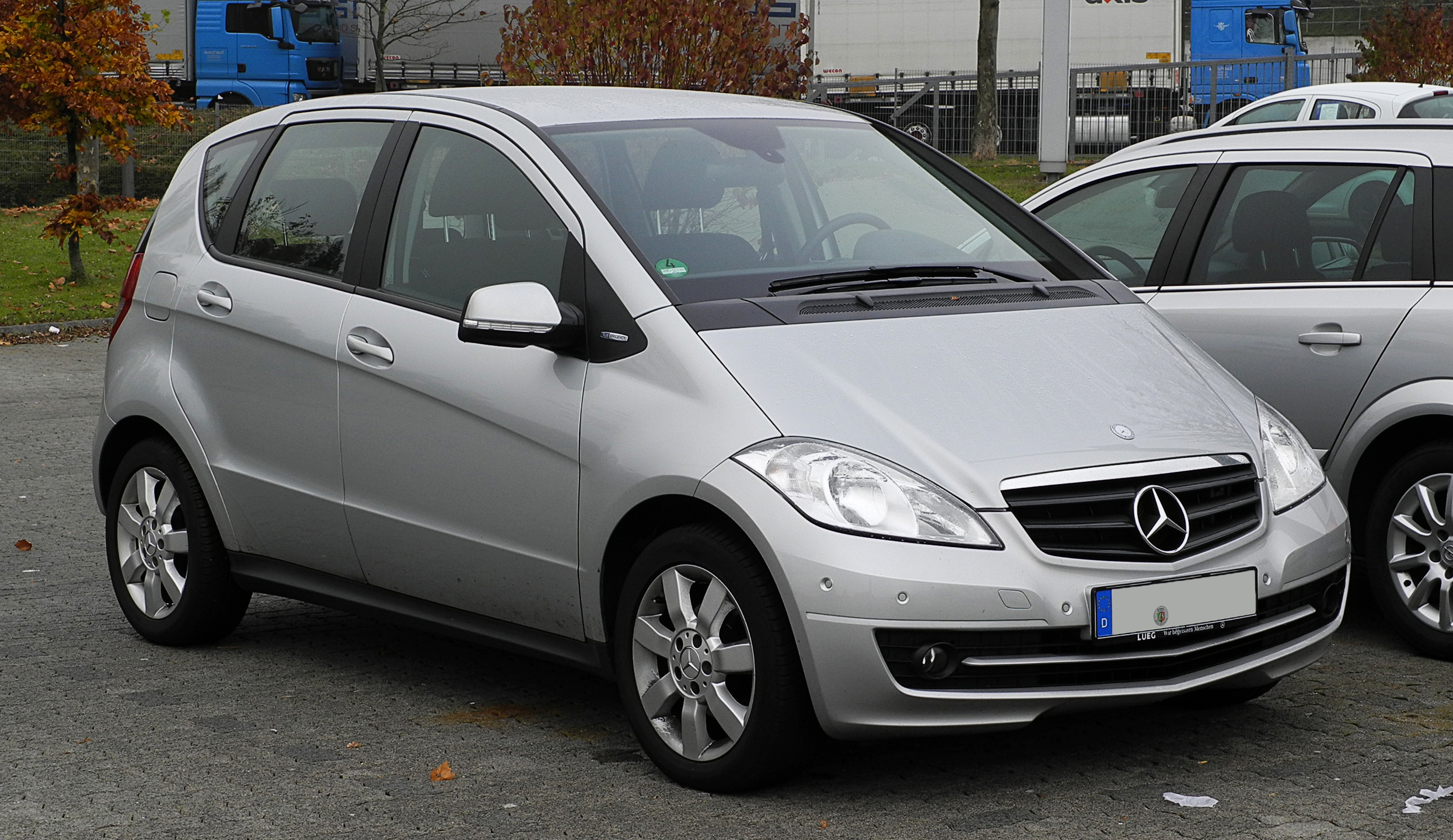
Mercedes-Benz A 160 5дв. (2008–2012)
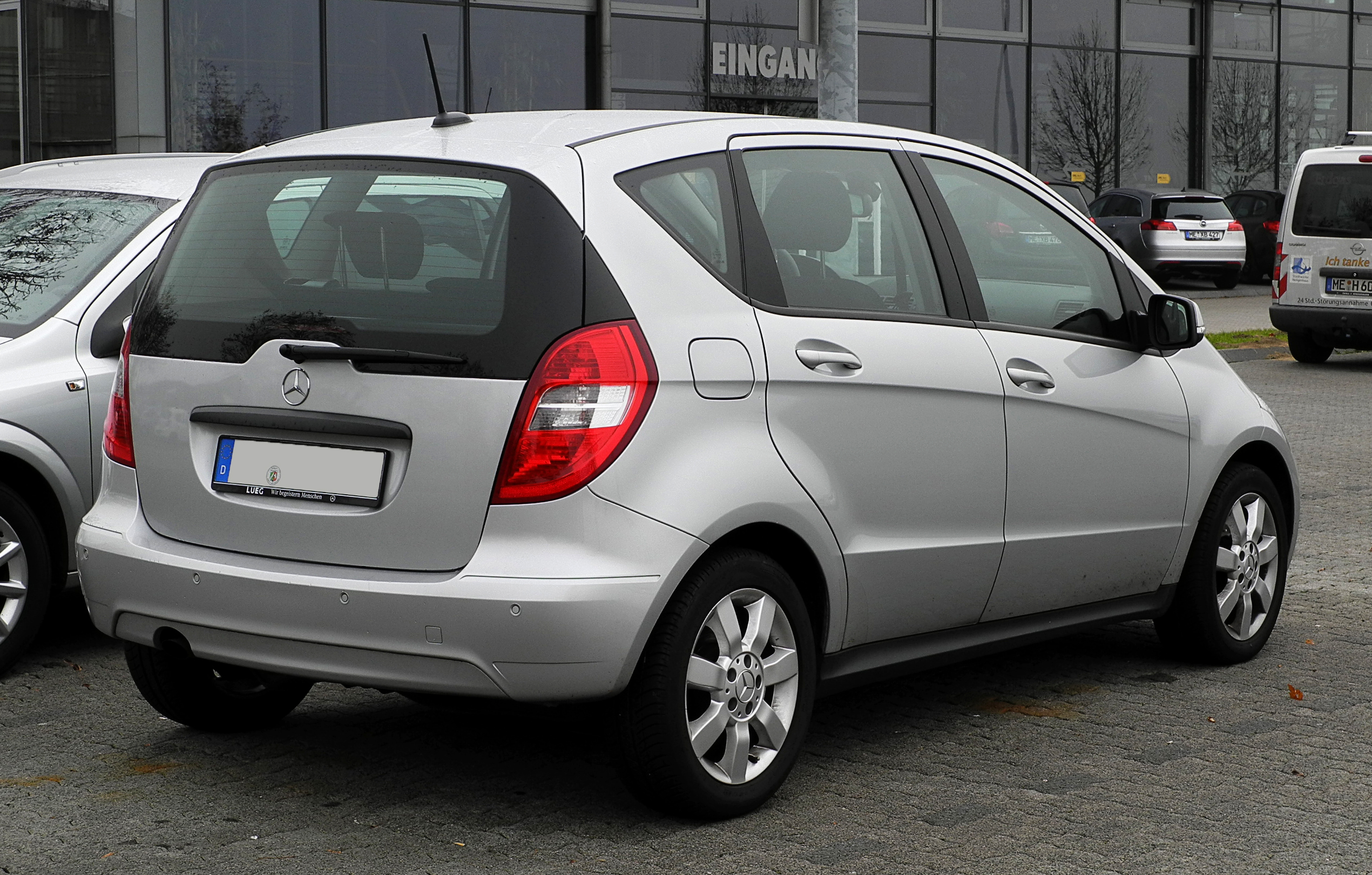
Mercedes-Benz A 160 5дв. (2008–2012)

### Двигуни
Бензинові:
- 1.5 L Alpha II I4
- 1.7 L M266 I4
- 2.0 L M266 I4
- 2.0 L M266 I4 turbo

Дизельний:
- 2.0 L OM 640 I4

## Третє покоління (W176, 2012—2018)

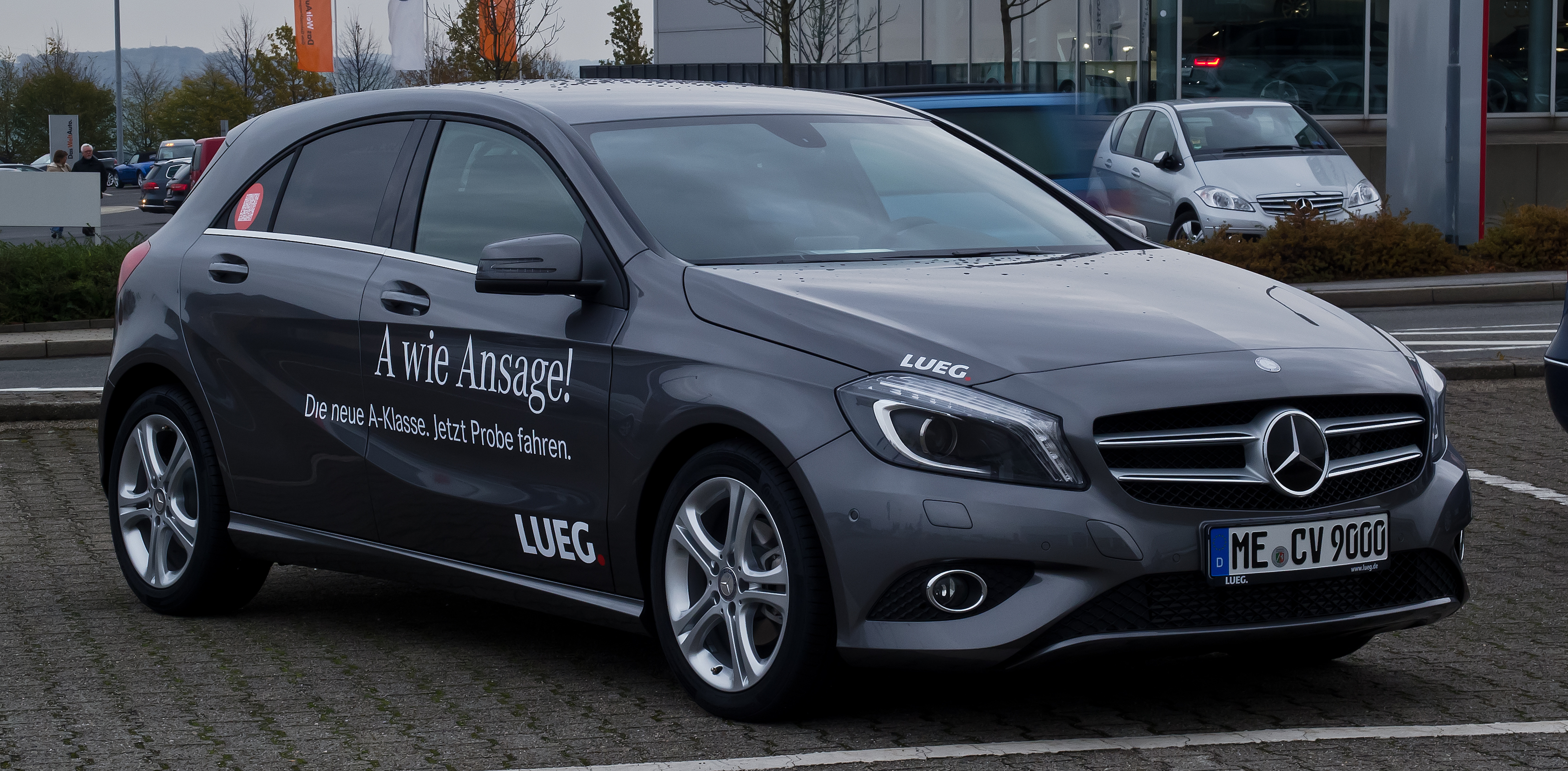
Mercedes-Benz A 180 CDI BlueEFFICIENCY Urban

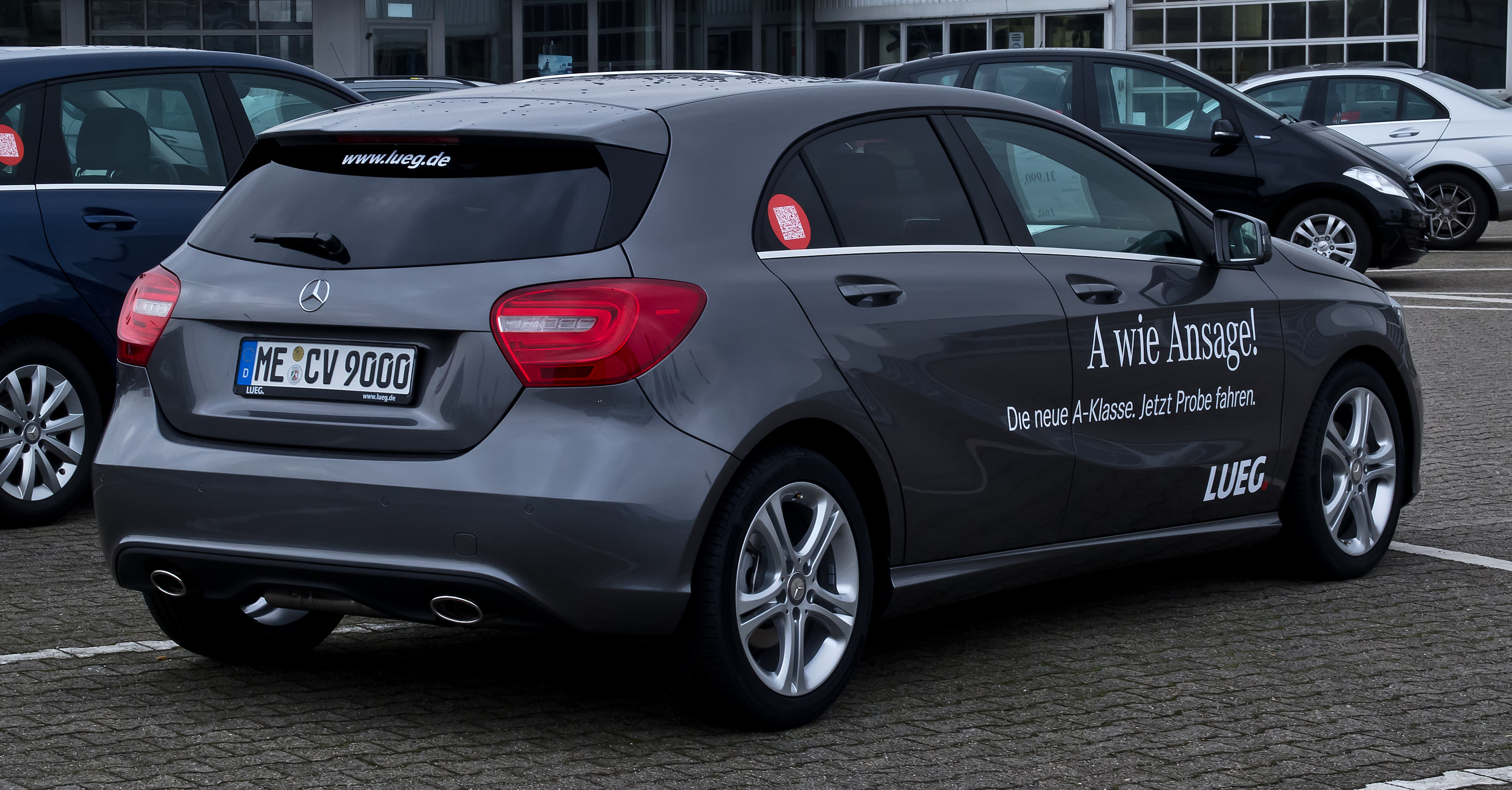
Mercedes-Benz A 180 CDI BlueEFFICIENCY Urban

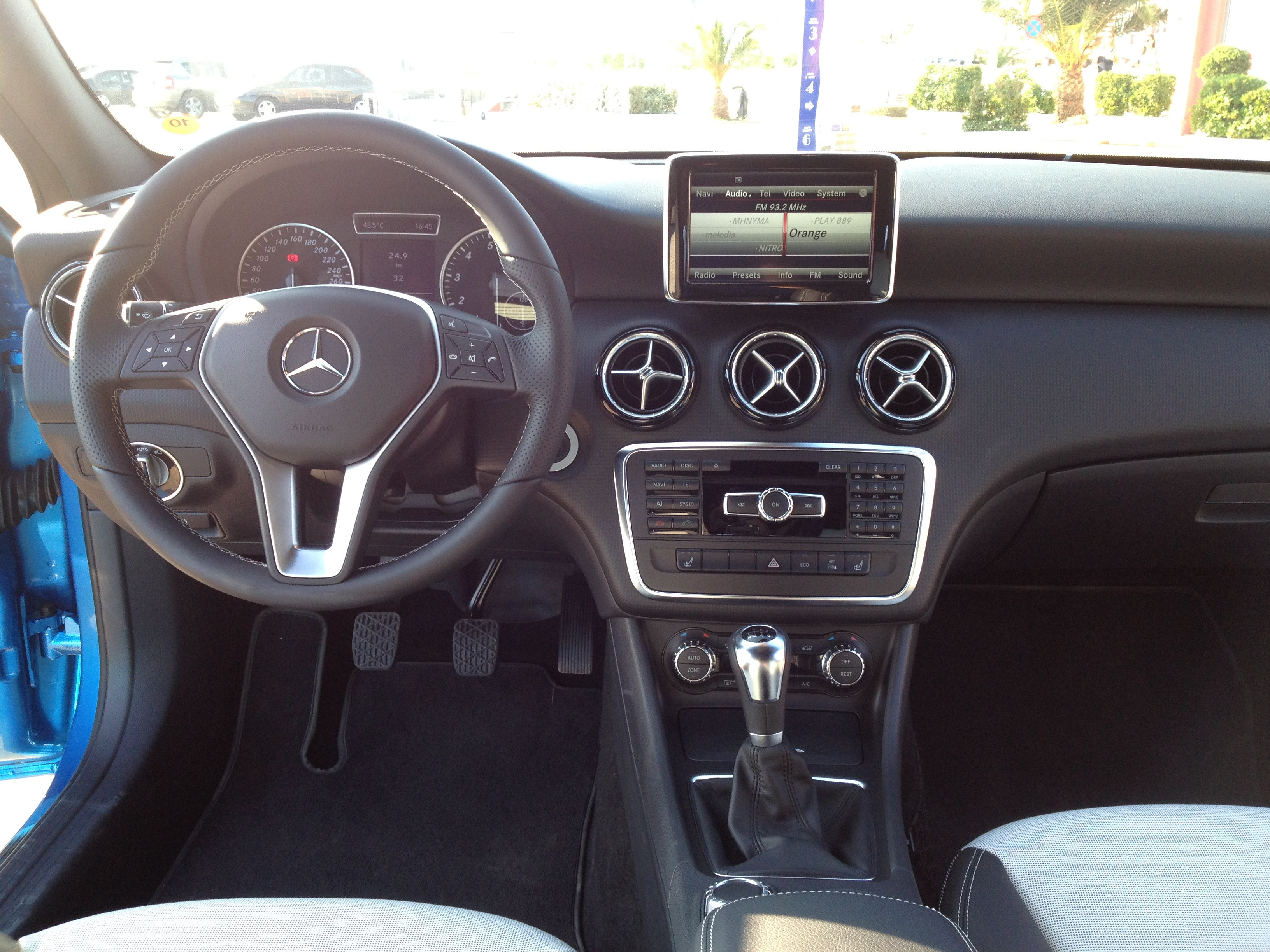
Вигляд салону Mercedes-Benz A 250 Sport

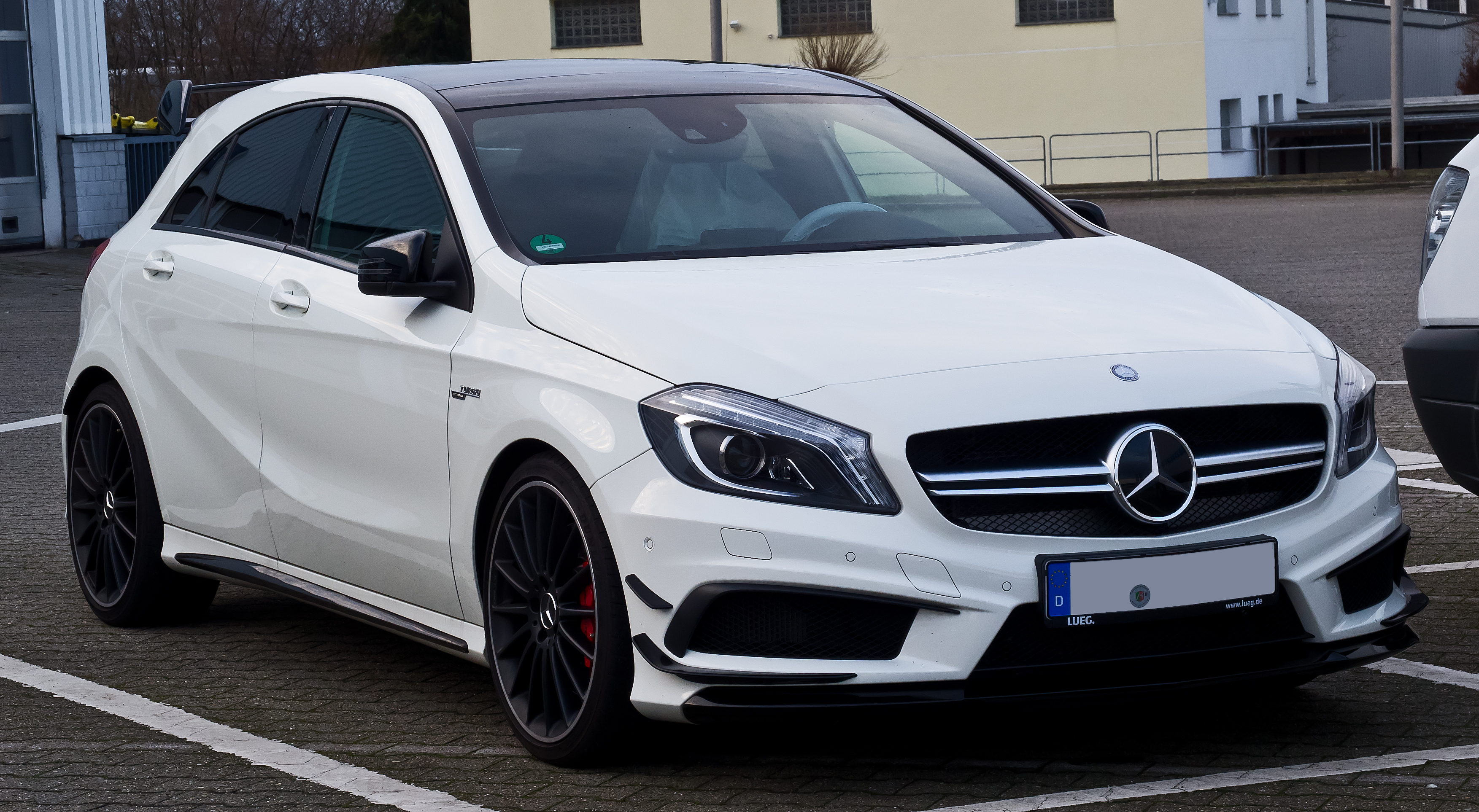
Mercedes-Benz A 45 AMG

7 березня 2012 року на Жененвському автосалоні компанія Mercedes-Benz представила нове покоління A-класу (заводський індекс W176). 16 липня 2012 року почалося виробництво моделі. Продажі почалися 17 вересня 2012 року.
На відміну від своїх попередників автомобіль отримав класичний кузов типу хетчбек. Новий A-клас побудований на новій передньопривідній платформі зі стійками McPherson спереду і багаторичажною підвіскою ззаду (розрахована під встановлення повнопривідної трансмісії). Перероблене рульове управління оснащується електромеханічним підсилювачем, встановленим безпосередньо на валу. Примітно, що на модифікаціях Sport передня підвіска оригінальна: спочатку її розробляли і налаштовували інженери відділення AMG.
A-клас з шильдиком Sport представлений у двох модифікаціях — A 250 і A 220 CDI. У першої під капотом встановлений турбомотор 2,0 з безпосереднім уприскуванням і 211 силами, а у другої — наддувний дизель 2,1, в активі якого 170 «коней». Але це топ-версії, а дешевші варіанти оснащуються скромнішими моторами. Так, Mercedes A 180 і A 200 комплектуються новою «турбочетвіркою» 1,6 (на ній вперше застосований механізм регулювання ходу впускних клапанів Camtronic), що розвиває 115 і 156 к.с. відповідно. В обойму потрапили ще дві модифікації — дизельні A 180 CDI і A 200 CDI. У обох — агрегат 2,1, видає 109 і 136 сил відповідно. За замовчуванням в парі з усіма моторами працює нова шестиступінчаста МКПП, а за доплату доступний преселективна роботизована КПП 7G-DCT з сімома діапазонами.
Вперше в історії моделі A-класу в списку обладнання значиться система превентивної безпеки Pre-Safe. Вже в базовій комплектації є технологія Collision Prevention Assist, яка допомагає уникнути зіткнення з автомобілем який їде попереду. Система не уповільнює автомобіль, але попереджає водія візуальним і звуковим сигналом і підвищує тиск у робочому контурі гальмівної системи. Споміж іншого є також «самопаркування», головне біксенонове світло з інтелектуальним управлінням, системи стеження за дорожньою розміткою та сліпими зонами, активний круїз-контроль.
Автомобіль пропонується в наступних лініях виконання: Style, Urban, AMG Sport і Sport (тільки в версії 250 Sport і 220 CDI Sport).
На додаток пропонуються три пакети додаткового обладнання: Start-Paket, Night-Paket і Exklusiv-Paket.
У 2013 році була представлена версія седан під назвою Mercedes-Benz CLA, яка вже почала проходити дорожні випробування.
Оновлення 2015 року не змінило загальний вигляд Мерседес-Бенц А-Class. Були незначно модернізовані бампери і злегка видозмінені фари, в конструкцію яких додали верхні смуги світлодіодів. Колишню радіаторну решітку замінили більш стильною ромбоподібною, яку останнім часом можна помітити у більшості нових моделей компанії. Центральний повітрозабірник тепер став коротшим і вищим, а два бічних — значно меншими і розташованими вертикально. Вид збоку залишився практично ідентичним дорестайлінговому, демонструючи той же вишуканий характер корпусних ліній, бічних порогів і оригінальний дизайн дверей. Також, Mercedes пропонує ряд нових легкосплавних дисків, доступних для вибору. Що стосується задньої частини кузова хетчбека A-Class, дизайнери компанії несуттєво змінили бампер, додали інтегровані насадки на вихлопні труби і злегка переглянули зовнішній вигляд світлодіодних задніх фар. В цілому, Мерседес А-клас 2016 року зберіг всі свої відмінні риси, але набув більш спортивного вигляду. 

### A 45 AMG
Спортнивний хетчбек Mercedes-Benz A 45 AMG оснащений 2,0 літровим турбомотором з безпосереднім уприскуванням потужністю 360 к.с. і 450 Нм крутним моментом. Це найпотужніший серійний чотирициліндровий двигун в світі, запевняє компанія. При цьому агрегат з сімейства BlueDIRECT виявився напрочуд економічним. Новинка витрачає в змішаному європейському циклі всього 5,75 л/100 км і притому відповідає нормам по вихлопу Євро-6. З таким могутнім двигуном (ручної збірки), семиступінчастим «роботом» AMG Speedshift DCT з трьома програмами управління і ручним режимом, а також з новим повним приводом A 45 AMG з нуля до сотні розганяється за 4,6 секунди. Максимальна швидкість A 45 AMG обмежена електронікою на рівні 250 км/год.

### Двигуни
Бензинові:
- 1.6 L M270 I4 turbo
- 2.0 L M270 I4 turbo

Дизельні:
- 1.5 L OM607 I4 turbo
- 1.8 L OM651 I4 turbo
- 2.2 L OM651 I4 turbo

## Четверте покоління (W177, з 2018)

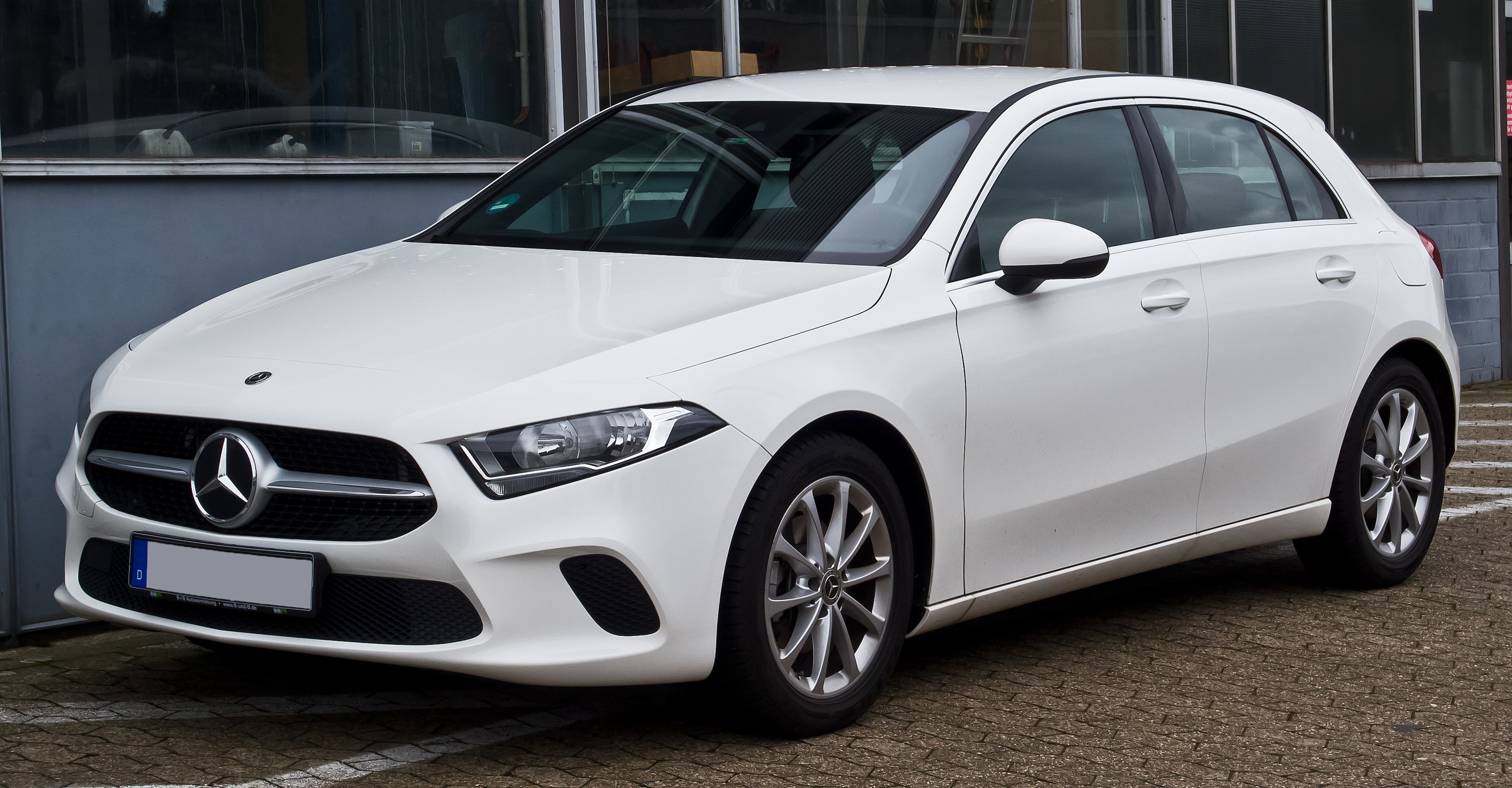
Mercedes-Benz A 180 (W177)

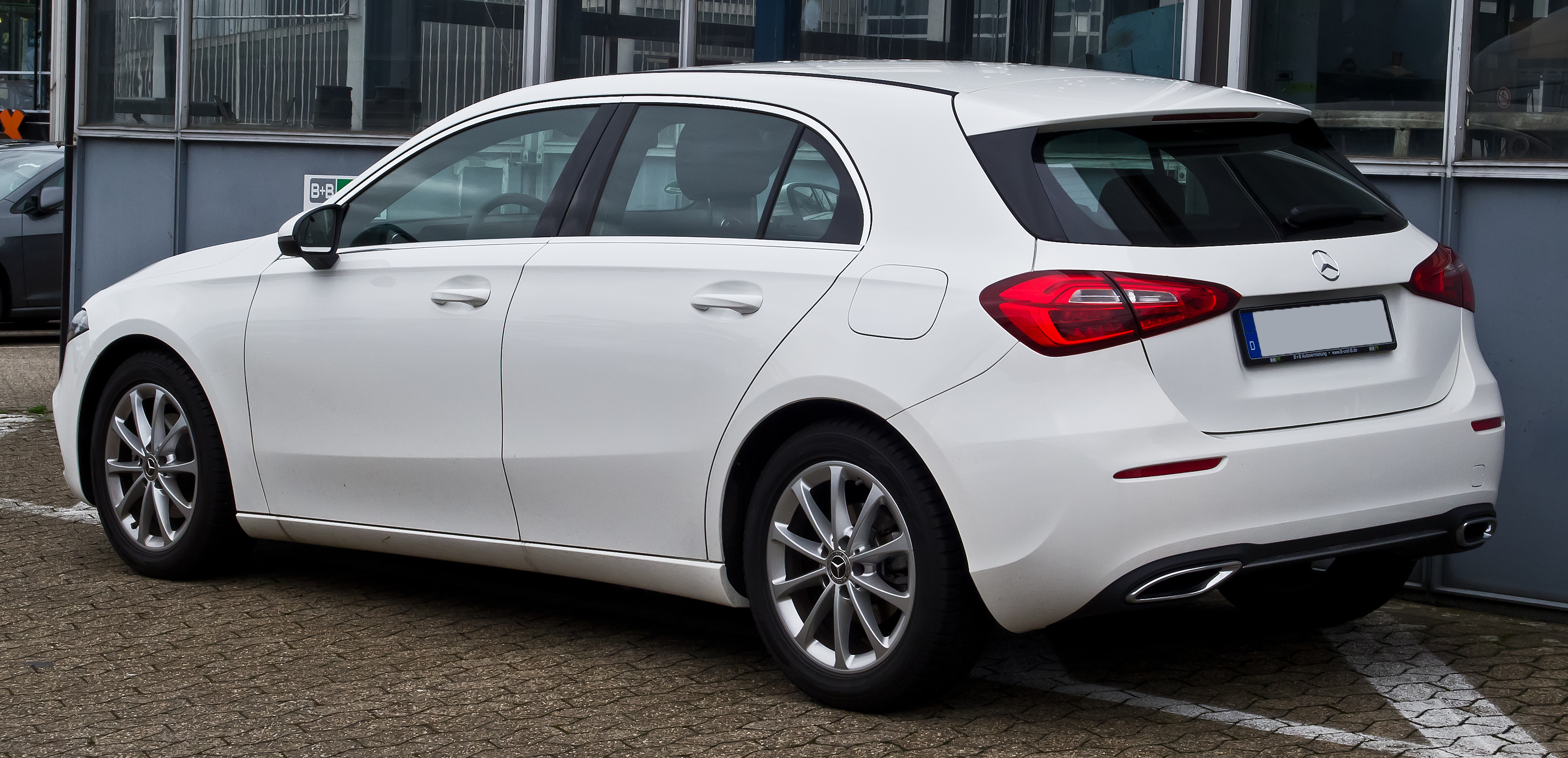
Mercedes-Benz A 180 (W177)

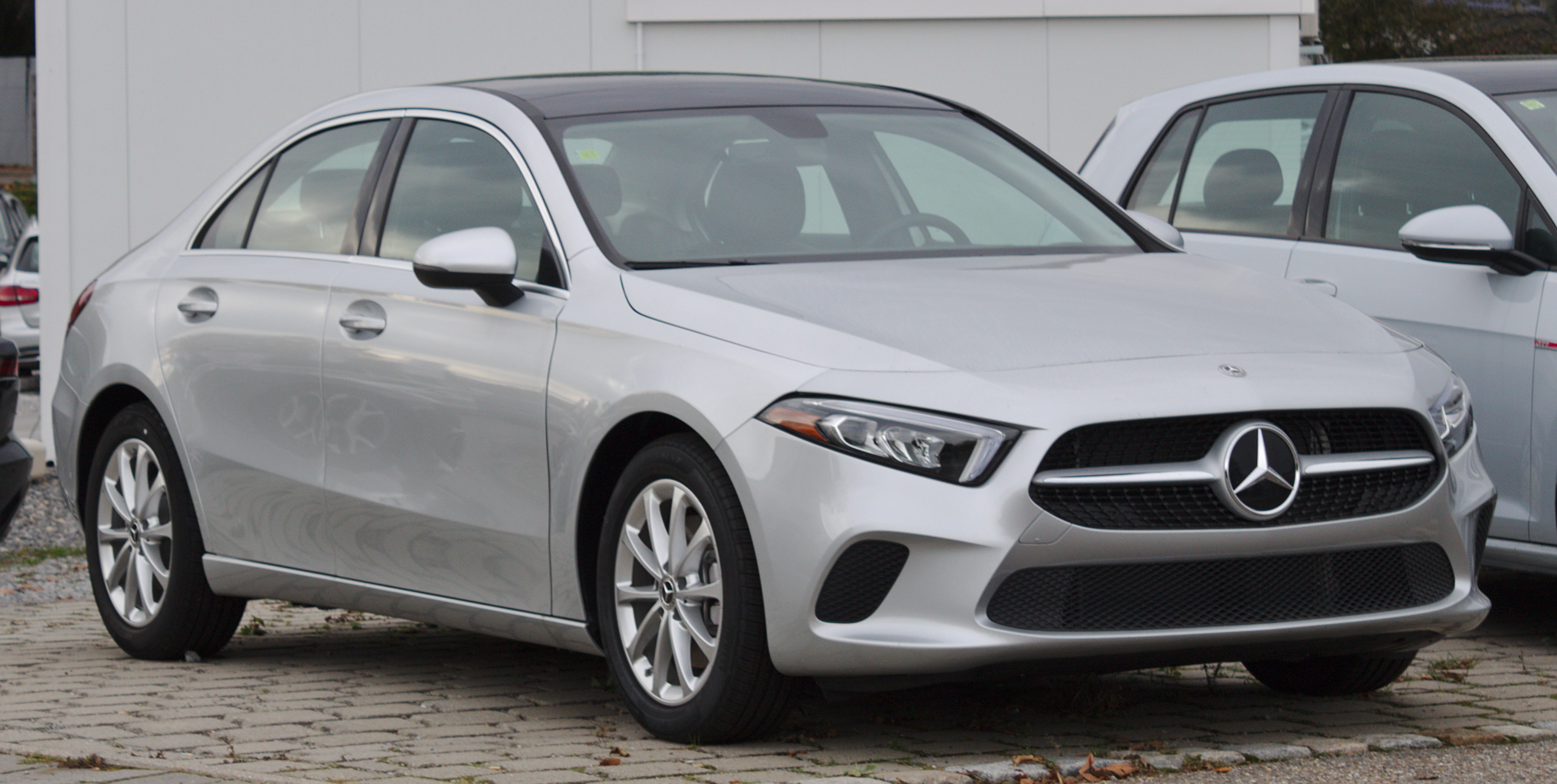
Седан Mercedes-Benz A 220 (V177)

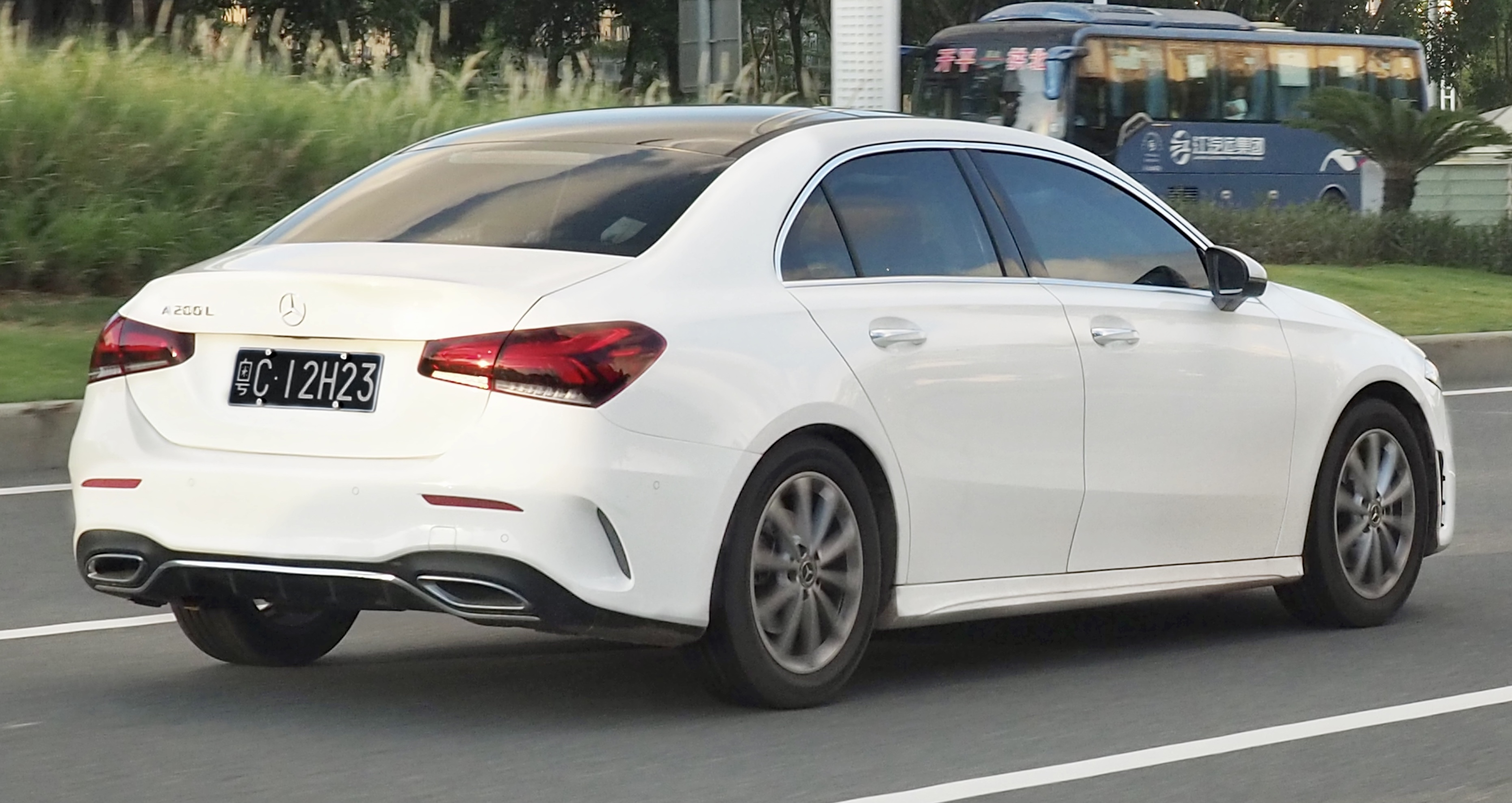
Седан Mercedes-Benz A 250L (Z177)

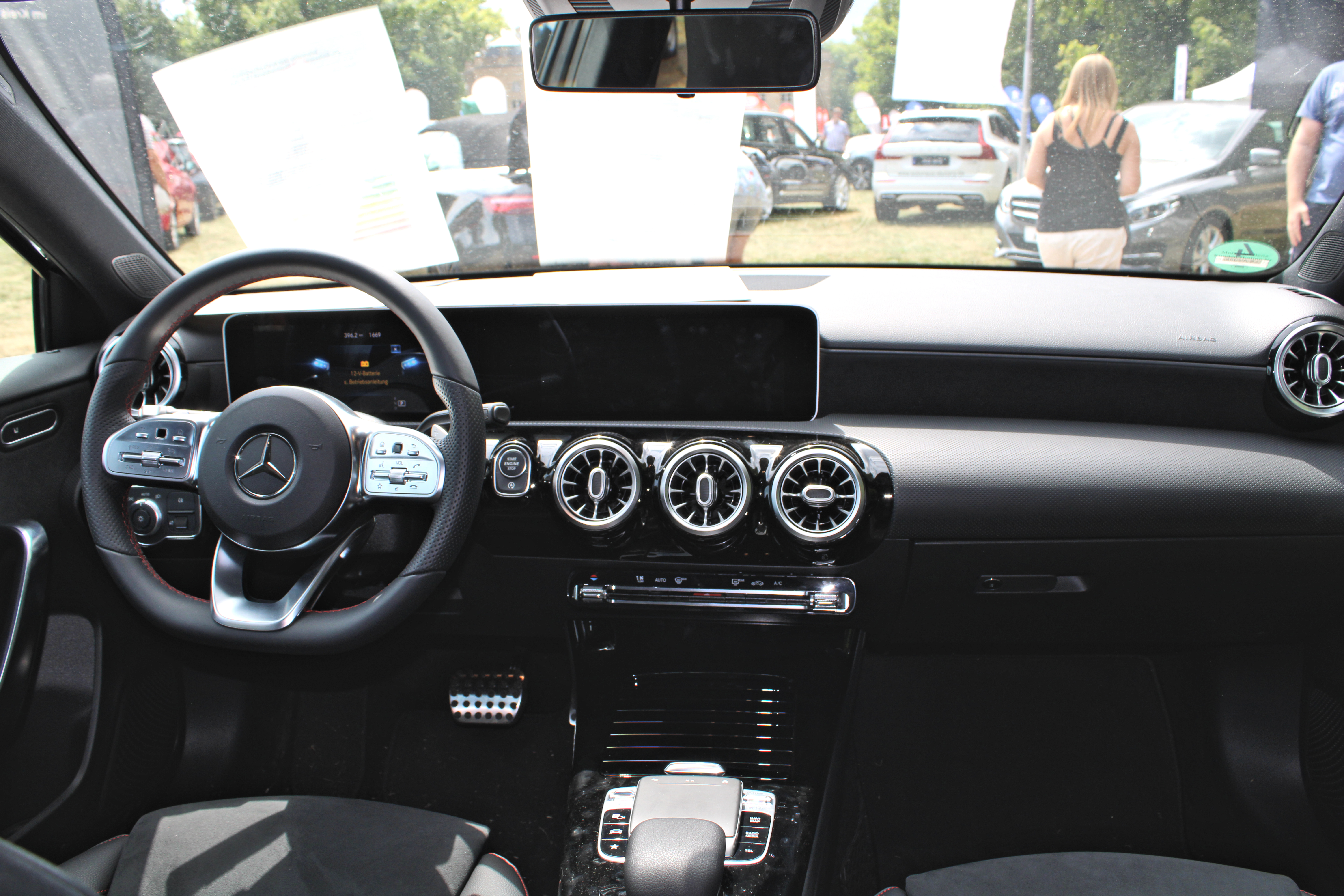
салон

Презентація нового покоління хетчбека Mercedes-Benz A-класу відбулася в перших числах лютого 2018 року на спеціальному заході в столиці Нідерландів — Амстердамі. Нова серія включає велику кількість модернізацій, що торкнулися як зовнішнього вигляду, так і технологічну складову автомобіля. Оновлена модель отримала більш міцний силовий каркас, злегка збільшилася в габаритах, а також знайшла абсолютно новий дизайн кузова в фірмовому стилі компанії під назвою «Sensual Purity». Усередині новий A-клас отримав повністю оновлений салон з просунутою Медіасистеми Mercedes-Benz User Experience.
Автомобіль доступний як в 5-дверному виконанні хетчбек (індекс моделі W177), так і як 4-дверний седан (індекс моделі V177). Довгобазий седан буде доступний тільки в Китаї (індекс моделі Z177).
Продажі новинки на європейському ринку стартували в березні 2018 року після офіційного дебюту на Женевському автосалоні. Початкова ціна хетчбека орієнтовно складе 25 тис. євро. Прийом замовлень на нове покоління A-класу в Україні почнеться також в березні, але в салонах дилерів перші машини з'являться не раніше літа. Спочатку українцям запропонують тільки версію A200 з 1.3-літровим бензиновим мотором потужністю 163 к.с., потім модельна лінійка повинна розширитися.
Mercedes-Benz доповнив гамму нового A-Class седаном для Європи і США. Це друга чотиридверна версія нової «ашки» — в квітні дебютував подовжений седан A-Class L, який створений ексклюзивно для ринку Китаю. Таким чином, нову версію можна назвати «укороченим седаном».
Седан A-Class 2022 року оснащений інформаційно-розважальною системою MBUX зі стандартними Apple CarPlay та Android Auto, а також голосовим управлінням. Багажник автомобіля має об'єм 254 л.

### Двигуни
Бензинові
- 1.3 л M 282 DE 14 AL 109 к.с.
- 1.3 л M 282 DE 14 AL 136 к.с.
- 1.3 л M 282 DE 14 AL 163 к.с.
- 2.0 л M 260 DE 20 AL 190 к.с.
- 2.0 л M 260 DE 20 AL 224 к.с.
- 2.0 л M 260 DE 20 AL 306 к.с. (A35 AMG)
- 2.0 л M 260 DE 20 AL 421 к.с. (A45s AMG)

Дизельні
- 1.5 л OM 608 DE 15 SCR 116 к.с.
- 2.0 л OM 654q DE 20 SCR 150 к.с.
- 2.0 л OM 654q DE 20 SCR 190 к.с.

## Продажі
| рік  | Європа  | Австралія |
| ---- | ------- | --------- |
| 1997 | 6,184   |           |
| 1998 | 118,058 |           |
| 1999 | 177,275 |           |
| 2000 | 168,897 |           |
| 2001 | 161,962 |           |
| 2002 | 149,327 |           |
| 2003 | 130,051 |           |
| 2004 | 126,294 |           |
| 2005 | 173,548 |           |
| 2006 | 148,001 |           |
| 2007 | 136,349 |           |
| 2008 | 125,671 |           |
| 2009 | 109,568 |           |
| 2010 | 106,983 |           |
| 2011 | 88,025  |           |
| 2012 | 70,108  |           |
| 2013 | 131,258 |           |
| 2014 | 121,231 | 4,676     |
| 2015 | 119,475 | 3,629     |
| 2016 | 141,800 | 4,335     |
| 2017 | 143,550 | 4,768     |
| 2018 | 153,882 | 4,175     |
| 2019 | 198,926 | 4,689     |
| 2020 | 158,955 | 6,054     |
| 2021 | 118,439 | 3,793     |
| 2022 |         |           |